# Жюстіна Вейл Еванс
Жюстіна (іноді Джастін) Вейл Еванс — британська акторка, коуч, авторка і гіпнотерапевт.

## Фільмографія
- 1990 — Yellowthread Street
- 1990 — Shadow of China
- 1991 — Суперсила
- 1991 — The Adventures of Superboy
- 1993 — Подорож до центру Землі (Journey to the Center of the Earth)
- 1994 — 3 (Цілком таємно) (3, The X-Files)
- 1995 — Маркер (Marker)
- 1996 — Оголені душі (Naked Souls)
- 1996 — Сайнфелд (Seinfeld)
- 1996 — Карнозавр-3: Первісні види (Carnosaur 3: Primal Species)
- 1996 — Джеррі Магуайер (Jerry Maguire)
- 1997 — Тихоокеанська блакить
- 1997 — Горець (Highlander: The Series)
- 1997 — Несподівано Сьюзен (Suddenly Susan)
- 1997 — Цілуючи дівчат (Kiss the Girls)
- 1998 — Конан (Conan)
- 1998—2001 — Сім днів (Seven Days)
- 2009 — Загальна лікарня (General Hospital)
- 2010 — Мертва справа (Cold Case)